# Подвижной состав на сети железных дорог России
Подвижной состав на сети железных дорог России — совокупность подвижного состава, находящегося в собственности или в оперативном управлении компании Российские железные дороги, других компаний — операторов подвижного состава.
Россия располагает широким спектром подвижного состава и крупной 
железнодорожной промышленностью, способной производить все виды подвижного состава, в том числе тепловозы, электровозы, электропоезда, дизель-поезда, автомотрисы, дрезины и прочее самоходное оборудование. Локомотивы имеются и в собственности частных компаний (см. РЖД#Либерализация рынка железнодорожной тяги). В результате реформы в собственности компаний-операторов оказались все возможные типы и специализации подвижного состава локомотивной тяги по назначениям — различные вагоны (пассажирские, грузовые), специальный подвижной состав.
Из-за хронического дефицита средств в 1990-х годах своевременного обновления локомотивного и вагонного парка в России не производилось, закупки были сведены к минимуму. В результате к 2000 году большая часть подвижного состава находилась в сильно изношенном состоянии и требовала замены. Начиная с 2010 года на сети российских железных дорог началась интенсивная модернизация подвижного состава, локомотивов, вагонов, моторвагонных электропоездов.

## Моторвагонный подвижной состав

### Электропоезда

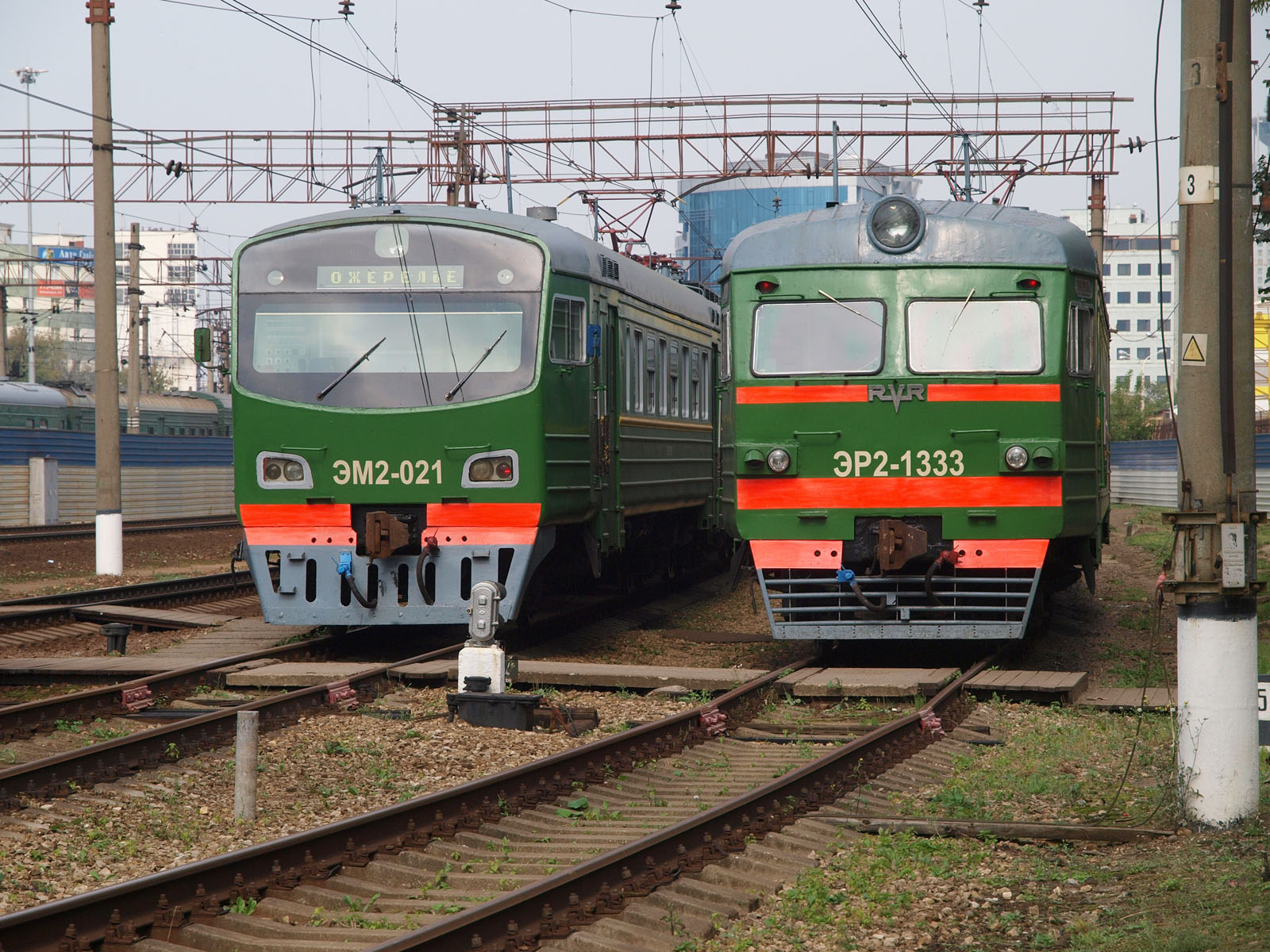
Электропоезда ЭМ2 и ЭР2

Подвижной состав с распределенной электрической тягой стал использоваться после появления на ряде пригородных участков электрифицированных линий в 1930-е годы, для обслуживания пассажиров. Первоначально использовались электропоезда, состоявшие из трёхвагонных секций серий С. Производство и поступление на железные дороги электропоездов особенно усилилось в период массовой электрификации 1956—1970 г. Именно тогда на линии вышли основные представители моторвагонного подвижного состава, составляющие сегодня основу пригородного парка: на участках постоянного тока — ЭР1, ЭР2 и их модификации, на дорогах переменного тока ЭР9 и их модификации. Все они выпускались Рижским вагоностроительным заводом, который после развала СССР оказался за пределами России. Но потребность в пригородных поездах была очень острой, и это обстоятельство вынудило развернуть производство электропоездов на Демиховском заводе, а также на Торжокском заводе. Так появились серии ЭД2Т, ЭТ2, ЭД4, ЭД9. До 2016 года на сеть РЖД поступали в основном модернизированные электропоезда ЭД4М и ЭД9М (также — поезда повышенной комфортности ЭД4МК и ЭД9МК), с 2016 года - электропоезда ЭП2Д и ЭП3Д. ОАО «РЖД» реализует стратегию, согласно которой пригородное сообщение является сферой совместной ответственности железнодорожников и регионов, в которых осуществляется пригородное сообщение. В соответствии с ней, создаются пригородные пассажирские компании, находящиеся в совместной собственности РЖД и властей регионов. Во многом благодаря этому «Российским железным дорогам», несмотря на экономический кризис, удалось частично компенсировать потребность в пригородных составах. В итоге ситуация с износом этого типа подвижного состава, хотя и является сегодня высокой, но всё же остаётся ниже, чем у других типов.

#### Скоростные электропоезда

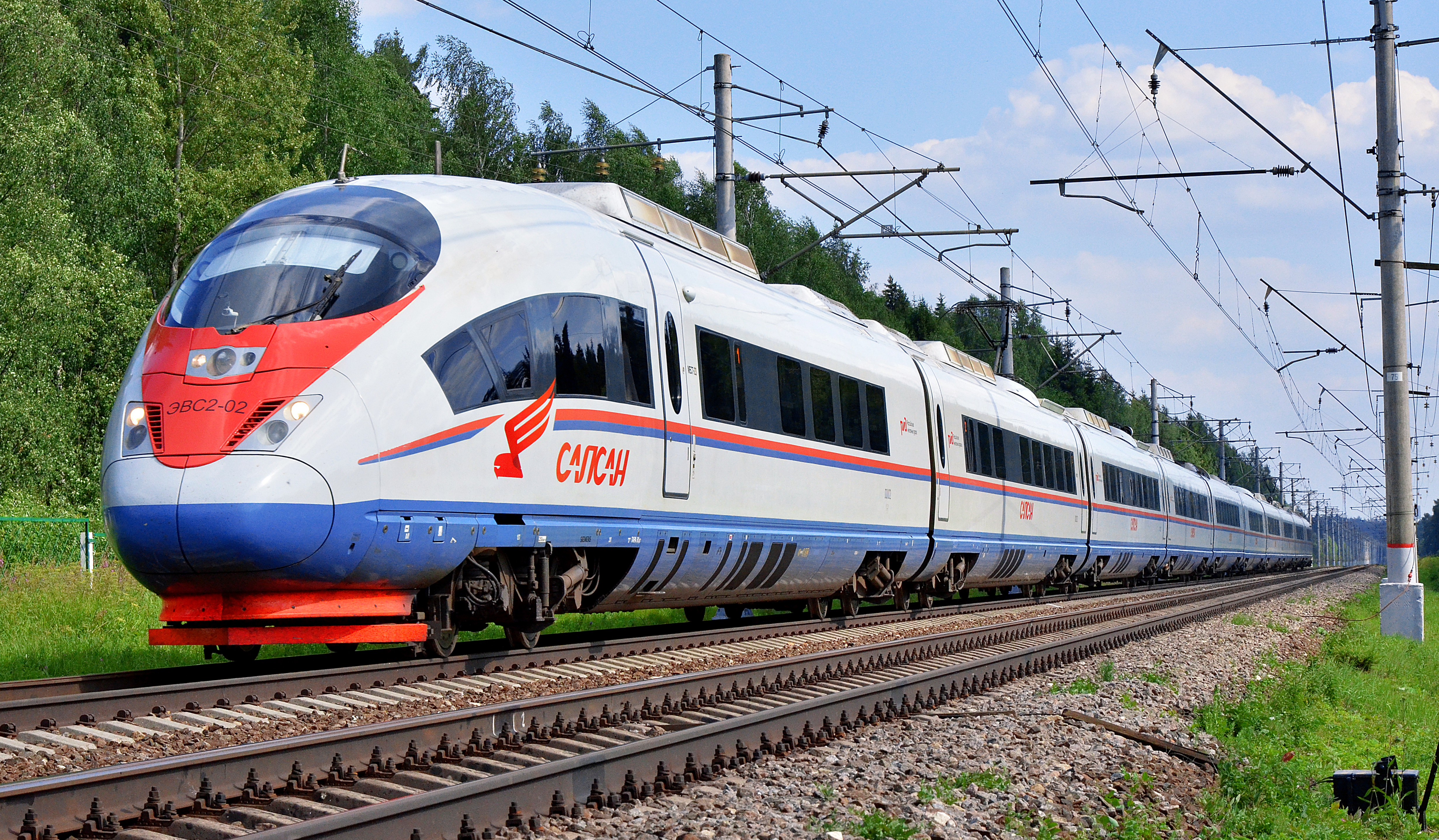
Скоростной электропоезд ЭВС2-02

Идея организации скоростного движения в России появилась уже давно. В 1974 г. был построен первый скоростной поезд ЭР200, с 1984 г. курсировавший по линии „Москва — Ленинград“. Позднее появился и второй состав этого типа. В 2009 году их эксплуатация была прекращена.
В 1990-е годы инженеры продолжали работать над созданием более совершенных и скоростных поездов. Однако выпущенный в единственном экземпляре электропоезд «Сокол-250» так и остался нереализованным проектом. Был построен и испытан опытный прототип, работы над которым ввиду неудачности конструкции были прекращены.
В 2006 г. ОАО «РЖД» заключило контракт на закупку в Германии восьми высокоскоростных электропоездов «Сапсан» — поездов семейства «Сименс Веларо». Они ходят по маршрутам „Москва — Санкт-Петербург“ и „Санкт-Петербург — Нижний Новгород“. Между Москвой и Нижним Новгородом курсируют скоростные поезда «Ласточка» и «Стриж». Также до 27 марта 2022 года курсировал скоростной поезд «Аллегро» из Санкт-Петербурга в Финляндию.

### Дизель-поезда
На неэлектрифицированных участках для пассажирских перевозок используются поезда с дизельными двигателями. Эксплуатируется устаревший подвижной состав (Д1 (эксплуатация прекращена в 2013 году) и ДР1). Также используются современные дизель-поезда ДТ1 производства Торжокского вагоностроительного завода и созданные на Метровагонмаше рельсовые автобусы РА-1, РА-2 и РА-3.

## Локомотивы

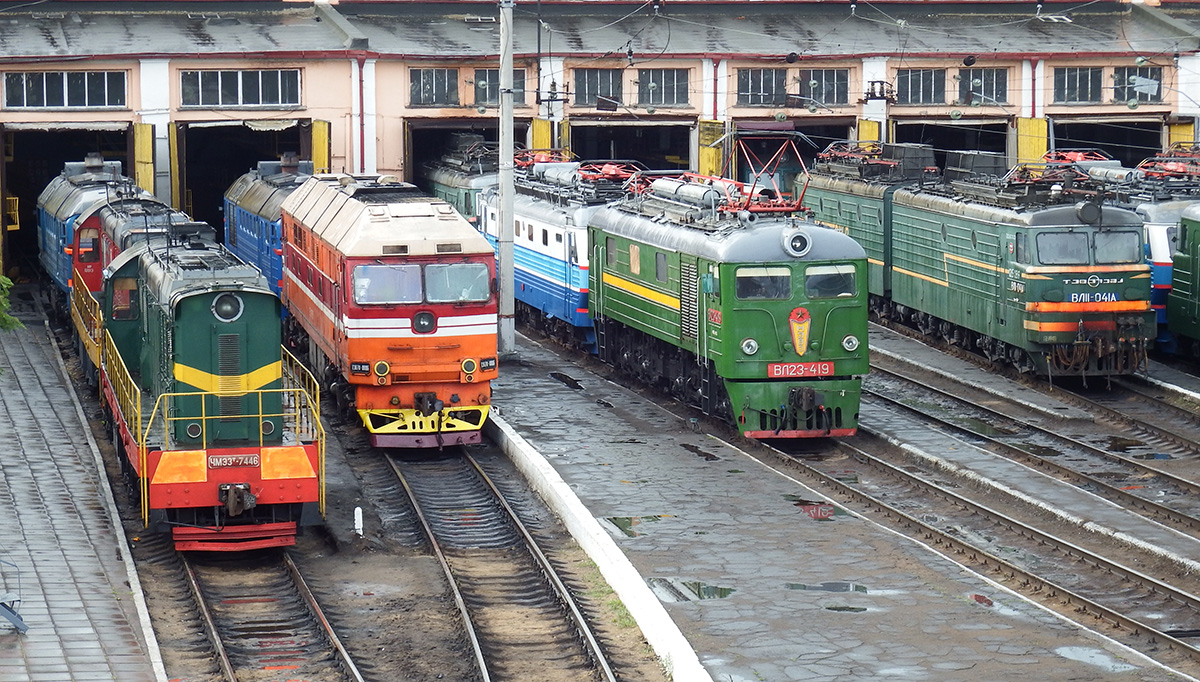
Локомотивы в депо Орёл. Слева направо — тепловозы ЧМЭ3, ТЭП70, электровозы ВЛ23, ВЛ11. Сзади также видны тепловозы М62 и электровозы ЧС2К

В СССР эксплуатировались в качестве пассажирских электровозов локомотивы, выпускавшиеся в Чехословакии на Пльзеньском заводе им. Ленина.
| Марка         | Штук | год поставок |
| ЧС1           | 100  | 1957-1960    |
| ЧС2, ЧС2Т     | 1000 | 1958—1976    |
| ЧС3           | 88   | 1961         |
| ЧС4, ЧС4Т     | 740  | 1963-1986    |
| ЧС6, ЧС7, ЧС8 | 330  | 1979-1999    |
| ------------- | ---- | ------------ |

В настоящее время[когда?] РЖД закупают электровозы постоянного тока 2ЭС4К, 2ЭС6, ЭП2К, 2ЭС10, переменного тока Э5К, 2ЭС5К, 3ЭС5К, 4ЭС5К, ЭП1М и ЭП1П. Эксплуатируются также приобретенные в последние годы двухсистемные пассажирские электровозы ЭП10, ЭП20. Приобретаются также магистральные грузовые тепловозы 2ТЭ116У, 2ТЭ25А, 2ТЭ25К и 2ТЭ25КМ, пассажирские ТЭП70БС и ТЭП70У, маневровые ТЭМ18ДМ. В течение 2000-х годов приобретены небольшие партии грузовых тепловозов 2ТЭ70.

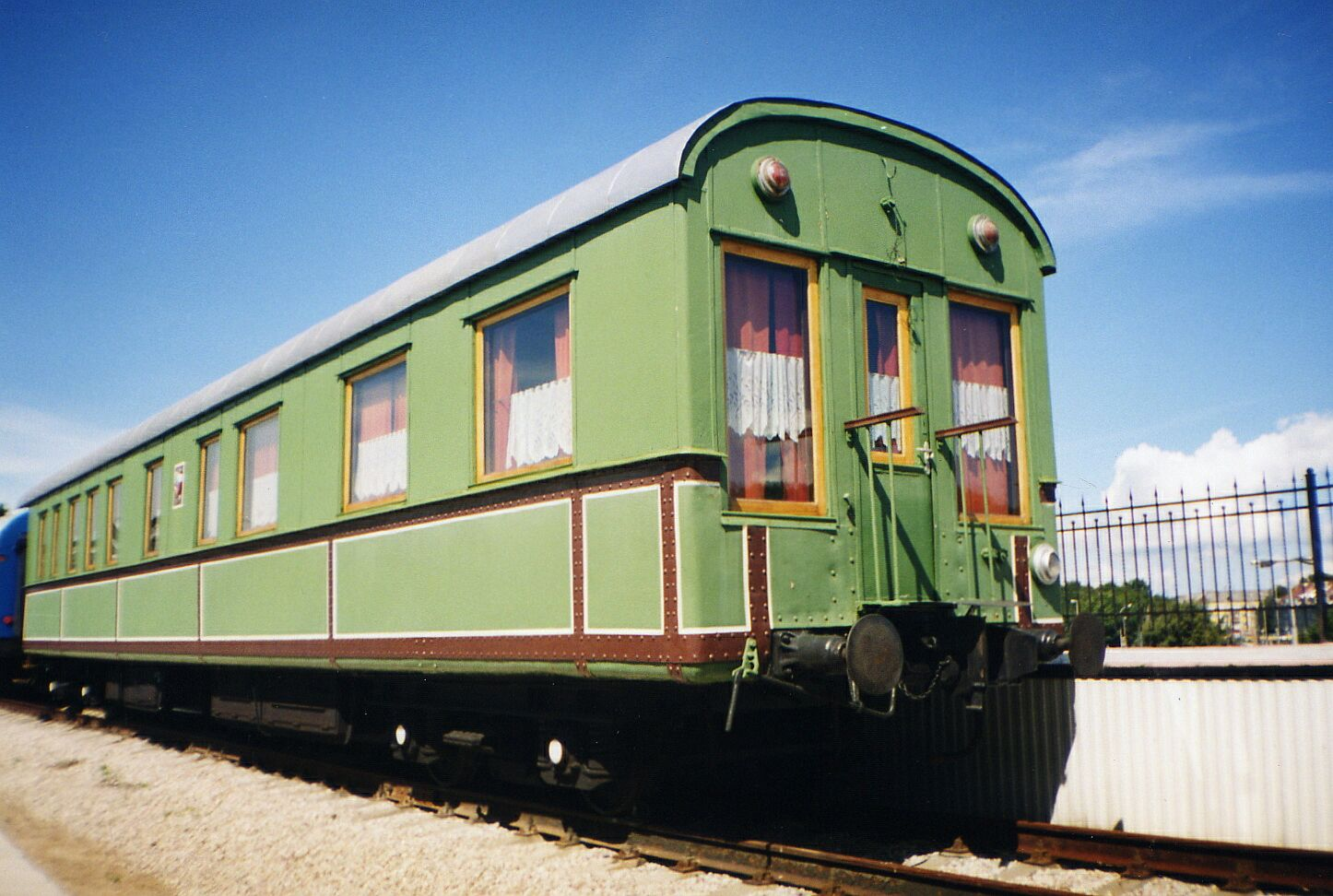
Пассажирский вагон в железнодорожном музее Калининграда

## Вагоны

### Пассажирские вагоны локомотивной тяги
В настоящее время пассажирские перевозки в дальнем следовании осуществляет дочерняя компания РЖД — Федеральная пассажирская компания. Перевозки пассажиров осуществляются сидячими, плацкартными, купейными вагонами и вагонами СВ. В состав пассажирских поездов включаются также штабные вагоны и вагоны-рестораны. ФПК практикует использование двух классов поездов — обычных «пассажирских» и «фирменных», которые отличаются более высоким уровнем обслуживания пассажиров.
В международном сообщении используются вагоны габарита RIC, соответствующие как требованиям российских железных дорог, так и приспособленные для эксплуатации в странах Европы за пределами постсоветского пространства, использующих иную колею. В настоящее время на Тверском вагоностроительном заводе совместно с Siemens AG создается новая серия вагонов габарита RIC, которые должны заменить устаревший подвижной состав, закупавшийся в советские времена в ГДР.
Для сопровождения грузовых и хозяйственных поездов используются турные вагоны.

#### Двухэтажные вагоны
Федеральная пассажирская компания с 2013 года эксплуатирует на ряде направлений двухэтажные вагоны.
| Номер поезда | Маршрут                  | Дата запуска         | Типы вагонов | Периодичность курсирования                          |
| ------------ | ------------------------ | -------------------- | ------------ | --------------------------------------------------- |
| № 103/104    | Адлер — Москва           | 30 октября 2013 года | Купе, СВ     | 1 пара поездов в сутки                              |
| № 5/6        | Санкт-Петербург — Москва | 1 февраля 2015 года  | Купе, СВ     | 1 пара поездов в сутки (2 пары в сутки в 2016 году) |
| № 23/24      | Москва — Казань          | 1 июня 2015 года     | Купе, СВ     | 1 пара поездов в сутки                              |
| № 45/46      | Москва — Воронеж         | 31 июля 2015 года    | Сидячий      | 1 пара поездов в сутки (2 пары в сутки в 2016 году) |
| № 49/50      | Москва — Самара          | 3 декабря 2015 года  | Купе, СВ     | 1 пара поездов в сутки                              |

### Грузовые вагоны
В настоящее время в железнодорожной сети РФ применяется широкий спектр грузовых вагонов, включая крытые магистральные вагоны объёмом кузова 120 (старые) и 158 (новые) кубометров,  полувагоны, хопперы, железнодорожные платформы, изотермические вагоны, вагоны-цистерны и др.

### Специальные вагоны и техника
Для обеспечения нормальной работы железных дорог РЖД использует специализированные вагоны, дрезины и прочие устройства (напр. съёмная вышка), которые предназначены для ремонта железнодорожных путей, пожаротушения, очистки их от снега (снегоочиститель), обновления щебневого покрытия пути, смазки рельсов, освобождения пути от растительности и т. д.

## Примерная стоимость
По состоянию на 2017 год, примерная заводская стоимость новых электровоза и тепловоза колеблется в диапазоне 130—150 млн рублей; при этом авангардные модификации могут стоить и дороже. Новый пассажирский вагон поезда дальнего следования производства Тверского вагоностроительного завода стоит 47 млн рублей, вагон электропоезда «Ласточка» российской сборки — 174 млн рублей, грузовой полувагон — 2,25 млн рублей, крытый грузовой магистральный вагон — 3,7 млн рублей, вагон-зерновоз — 2,3 млн рублей. Для сравнения — стоимость нового вагона метро «Москва» — 65 млн рублей.